# Phare de York Spit
Le phare de York Spit (en anglais : York Spit Light), était un phare de type screw-pile lighthouse situé à l'embouchure de la York River, dans la baie de Chesapeake, Comté de Gloucester en Virginie. Marquant un long banc de sable longeant le chenal principal de la rivière, il a été remplacé en 1960 par une balise automatisée.

## Historique
Ce phare a remplacé les bateaux-phares en poste à cet endroit à partir de 1853. Des piles supplémentaires ont été ajoutées à la structure habituelle à six piles afin de renforcer la stabilité contre les courants. En 1903, un enrochement a été placé autour des piles pour une protection supplémentaire. Un ouragan en septembre 1933 a endommagé la maison-phare.
La maison a été enlevée et remplacée par une lampe automatisée en 1960 dans le cadre du programme de déclassement de cette époque. Plus récemment, cette lumière a été endommagée par un ouragan et une lampe distincte placée sur un pôle unique a été érigée à côté de l'ancienne fondation.

## Description
Le phare actuel  est un poteau avec balise 9 m de haut. Il émet, à une hauteur focale de 9 m, un éclat blanc toutes les 6 secondes. Sa portée n'est pas connue.
Identifiant : ARLHS : USA-909 ; USCG : 2-13455 ; Admiralty : J1504 .

### Lien connexe
- Liste des phares en Virginie